# Ахмед Трабелсі
Ахмед Трабелсі (фр. Ahmed Trabelsi, нар. 27 липня 1973) — туніський футболіст, що грав на позиції захисника.
Виступав, зокрема, за клуби «Клуб Африкен» та «Бізертен», а також національну збірну Тунісу.

## Клубна кар'єра
У дорослому футболі дебютував 1995 року виступами за команду «Клуб Африкен», у якій провів два сезони. 
У 1997 році перейшов до клубу «Бізертен», за який відіграв 1 сезон. Завершив професійну кар'єру футболіста виступами за команду «Бізертен» у 1998 році.

## Виступи за збірну
У 1995 році дебютував в офіційних матчах у складі національної збірної Тунісу.
У складі збірної був учасником Кубка африканських націй 1996 року у ПАР, де разом з командою здобув «срібло».
Загалом протягом кар'єри в національній команді, яка тривала 2 роки, провів у її формі 4 матчі.